# Conca dei Marini
Conca dei Marini – miejscowość i gmina we Włoszech, w regionie Kampania, w prowincji Salerno.
Według danych na rok 2004 gminę zamieszkiwało 697 osób, 697 os./km².